# Рузвельт (округ, Монтана)
Шаблон:StateAbbr_ 48°18′ пн. ш. 105°02′ зх. д. / 48.3° пн. ш. 105.03° зх. д.
Округ  Рузвельт (англ. Roosevelt County) — округ (графство) у штаті  Монтана, США. Ідентифікатор округу 30085.

## Історія
Округ утворений 1919 року.

## Демографія
За даними перепису 
2000 року 
загальне населення округу становило 10620 осіб, зокрема міського населення було 6255, а сільського — 4365.
Серед мешканців округу чоловіків було 5264, а жінок — 5356. В окрузі було 3581 домогосподарство, 2615 родин, які мешкали в 4044 будинках.
Середній розмір родини становив 3,4.
Віковий розподіл населення поданий у таблиці:
| Стать    | До 15 років | 15-21 | 22-29 | 30-39 | 40-49 | 50-65 | 65-85 | Понад 85 |
| -------- | ----------- | ----- | ----- | ----- | ----- | ----- | ----- | -------- |
| Чоловіки | 1583        | 592   | 418   | 638   | 823   | 679   | 465   | 66       |
| Жінки    | 1432        | 599   | 440   | 669   | 824   | 693   | 591   | 108      |

## Суміжні округи
- Шерідан — північний схід
- Вільямс, Північна Дакота — схід
- Маккензі, Північна Дакота — південний схід
- Ричленд — південь
- Маккоун — південний захід
- Веллі — захід
- Деніелс — північний захід

## Виноски
1. ↑  US Decennial Census. US Census Bureau. Процитовано 29 листопада 2014.
2. ↑  Historical Census Browser. University of Virginia Library. Архів оригіналу за 11 серпня 2012. Процитовано 29 листопада 2014.
3. ↑  Population of Counties by Decennial Census: 1900 to 1990. US Census Bureau. Процитовано 29 листопада 2014.
4. ↑  Census 2000 PHC-T-4. Ranking Tables for Counties: 1990 and 2000 (PDF). US Census Bureau. Процитовано 29 листопада 2014.
5. ↑  State & County QuickFacts. US Census Bureau. Архів оригіналу за 6 червня 2011. Процитовано 16 вересня 2013.(англ.) Наведено за англійською вікіпедією.
6. ↑  American FactFinder. Бюро перепису населення США. Архів оригіналу за 26 лютого 2012. Процитовано 31 січня 2008.

| США | Це незавершена стаття з географії США. Ви можете допомогти проєкту, виправивши або дописавши її. |